# Jednokrilac
Jednokrilac je zrakoplov s jednim krilom u usporedbi s dvokrilcem (zrakoplov s dva krila) i trokrilcem (zrakoplov s tri krila). Od kasnih 1930.- tih najčešći je oblik krila u dizajniranju zrakoplova. 

## Vrste jednokrilaca
Glavna razlika između tipova jednokrilaca je mjesto gdje se krilo učvršćuje za trup zrakoplova:
- niskokrilci, na kojima je krilo učvršćeno na donjem dijelu trupa ili ispod njega,
- srednjekrilci, na kojima je krilo učvršćeno u srednjem dijelu trupa,
-ramenokrilci, zrakoplovi na kojem su krila ugrađena iznad polovine visine trupa ali ne i iznad njega,
-visokokrilci, na kojima je gornja površina krila u visini ili iznad vrha trupa,
-suncobran krilo (en: parasol), zrakoplovi na kojem su krila ugrađena na nosačima iznad trupa. Danas se vrlo rijetko koristi ovaj pojam.

## Povijesni razvoj
Vjerojatno prvi jednokrilac bio je "Monoplane" kojeg je 1874. godine u Brestu izradio francuz Félix du Temple. Veliki avion bio je izrađen od aluminija, imao je raspon krila od 13 metara i masu od samo 80 kilograma (bez pilota). Avionu je nakon nekoliko pokusa u kojima je pomoću vlastitog pogona više puta odskočio sa zemlje i sigurno se spustio nazad priznato postizanje uzgona. Bio je to vjerojatno prvi uspješan let u povijesti, naravno, ovisno o definiciji leta kao leta samo na male udaljenosti za kratko vrijeme i bez njegove kontrole. Richard Pearse iz Novog Zelanda sagradio je motorni jednokrilac u kojem su 31. ožujka 1903. pokušali izvesti kontrolirani let no neuspjeli pokušaj i dizajn nisu imali nikakav utjecaj na opći razvoj aviona. Još jedan rani jednokrilac izgradio je rumunjski izumitelj Traian Vuia. 18. ožujka 1906. s avionom je uspio preletjeti 12 metara.
Prvi uspješni zrakoplovi bili su dvokrilci ali ipak su mnogi važniji letovi u povijesti izvedeni s jednokrilcima. Primjerice Louis Blériot letio je preko Engleskog kanala 1909. godine u srednjekrilcu vlastitog dizajna. Tijekom 1909. i 1910. Hubert Latham je skupio nekoliko visinskih rekorda s jednokrilcem Antoinette IV, popevši se s prvotnih 155 m na za to vrijeme impozantnih 1.384 m.
Fokker Eindecker iz 1915. godine bio je uspješan lovac. Junkers J 1 bio je njemački pionirski "demonstrator tehnologije": jednokrilac i u svijetu prvi sve-metalni zrakoplov (bilo kojeg dizajna) s prvim letom u prosincu 1915. 
Ipak se između 1914. i kasnih 1920-ih u usporedbi s brojem dvokrilaca, gradilo relativno malo jednokrilaca prvenstveno radi tadašnjeg nivoa tehnologije. Krila su u to vrijeme (bilo dvokrilac ili jednokrilac) bila tanka, lagane konstrukcije, ojačana upornicama, čeličnim žicama ili kabelima. Krilo kod prvih dvokrilaca formiralo je snažni i relativno kruti okvir kao nosač strukture a dva krila su međusobno bila povezana upornicama i žičanim zategama. S druge strane prva krila jednokrilaca bila su osjetljiva na uvijanje zbog djelovanja aerodinamičkih opterećenja štoje avion činilo loše upravljivim oko poprečne osi. U to vrijeme krila jednokrilaca često su i pucala tijekom leta. 
Kada su postale dostupne sve-metalne konstrukcije i samonoseća krila, razvijena od strane njemačkog pionira zrakoplovstva Huga Junkersa 1915. godine i nakon završetka 1. svjetskog rata era dvokrilaca se brzo približavala svom kraju. Jednokrilci su postali standardni dizajn i većina aviona već u 2. svjetskom ratu bili su jednokrilci.